# Mariti in pericolo
Pour plus de détails, voir Fiche technique et Distribution.
Mariti in pericolo est une comédie italienne réalisée par Mauro Morassi et sortie en 1960.

## Synopsis
Mario et Memmo sont deux associés qui ne doutent pas de la fidélité de leurs épouses peu séduisantes et qui ont tendance à se livrer à des escapades. Mario invite dans sa ville une jeune fille rencontrée à Milan, Silvana, dont ils tombent tous deux amoureux. La femme de Memmo, extrêmement jalouse, ne laisse pas son mari tranquille, tandis que celle de Mario semble presque indifférente. Cela éveille les soupçons de Mario, qui pense que sa femme le trompe, et précisément avec Memmo ! En réalité, la femme de Mario va secrètement voir sa propre mère, qui finit par résoudre cette situation complexe, permettant aux deux hommes de retourner en paix auprès de leurs épouses et à Silvana de retourner à Milan.

## Fiche technique
- Titre original italien : Mariti in pericolo[1]
- Réalisation : Mauro Morassi
- Scenario : Marcello Fondato, Ugo Guerra (it)
- Photographie :	Franco Villa (it)
- Montage : Nino Baragli
- Musique : Gino Negri
- Décors : Ranieri Cochetti
- Costumes : Maria Cristina Iasenich
- Société de production : Morino Film
- Pays de production :  Italie
- Langue originale : Italien
- Format : Noir et blanc - 1,85:1 - Son mono - 35 mm
- Durée : 91 minutes
- Genre : comédie
- Dates de sortie :
  - Italie : 24 novembre 1960

## Distribution
- Sylva Koscina : Silvana
- Franca Valeri : Elena
- Mario Carotenuto : Mario
- Memmo Carotenuto : Memmo
- Pupella Maggio : Lucia
- Pietro De Vico : le coiffeur
- Carlo Pisacane : Don Vitto
- Dolores Palumbo : Rosabella
- Nietta Zocchi : la mère d'Elena
- Nino Fuscagni : le mécanicien